# Elecciones municipales del Cuzco de 1998
Las elecciones municipales del Cusco de 1998 se llevaron a cabo el 11 de octubre de 1998 para elegir al alcalde y al Concejo Provincial del Cusco para el periodo 1999-2002. La elección se celebró simultáneamente con elecciones municipales (provinciales y distritales) en todo el Perú.

## Sistema electoral
La Municipalidad Provincial del Cusco es el órgano administrativo y de gobierno de la provincia del Cusco. Está compuesta por el alcalde y el Concejo Provincial.
La votación del alcalde y el concejo se realiza en base al sufragio universal, que comprende a todos los ciudadanos nacionales mayores de dieciocho años, empadronados y residentes en la provincia del Cusco y en pleno goce de sus derechos políticos, así como a los ciudadanos no nacionales residentes y empadronados en la provincia del Cusco.
El Concejo Provincial del Cusco está compuesto por 13 regidores elegidos por sufragio directo para un período de cuatro (4) años, en forma conjunta con la elección del alcalde (quien lo preside). La votación es por lista cerrada y bloqueada. Para que una lista sea proclamada ganadora debe obtener más del 20% de los votos válidos; en caso ninguna lista logre ese porcentaje, los dos listas más votadas participan en una segunda vuelta o balotaje. Se asigna a la lista ganadora los escaños según el método d'Hondt o la mitad más uno, lo que más le favorezca.

## Composición del Concejo Provincial del Cusco
La siguiente tabla muestra la composición del Concejo Provincial del Cusco antes de las elecciones.
| Partidos | Partidos                                                      | Regidores |
| -------- | ------------------------------------------------------------- | --------- |
|          | Lista Independiente N° 17 Inka Pachakuteq                     | 10        |
|          | Lista Independiente N° 3 Frente Amplio                        | 4         |
|          | Lista Independiente N° 7 Desarrollo 95                        | 3         |
|          | Lista Independiente N° 15 Cusco 95                            | 1         |
|          | Lista Independiente N° 13 Comité Cívico Vecinal Independiente | 1         |

## Partidos y candidatos
A continuación se muestra una lista de los principales partidos y alianzas electorales que participaron en las elecciones:
| Candidatura | Candidatura | Partidos y alianzas                                    | Candidatos | Candidatos               | Ideología                                   | Resultado previo | Resultado previo | Ref. |
| Candidatura | Candidatura | Partidos y alianzas                                    | Candidatos | Candidatos               | Ideología                                   | Votos (%)        | Reg.             | Ref. |
| ----------- | ----------- | ------------------------------------------------------ | ---------- | ------------------------ | ------------------------------------------- | ---------------- | ---------------- | ---- |
|             | APRA        | Lista - Partido Aprista Peruano (APRA)                 |            | Mario Martorell Carreño  | Aprismo                                     | Nuevo            | Nuevo            |      |
|             | VV          | Lista - Movimiento Independiente Vamos Vecino (VV)     |            | Carlos Valencia Miranda  | Fujimorismo                                 | Nuevo            | Nuevo            |      |
|             | SP          | Lista - Movimiento Independiente Somos Perú (SP)       |            | Jorge Zegarra Balcázar   | Democracia cristiana Conservadurismo social | Nuevo            | Nuevo            |      |
|             | IND         | Lista - Lista Independiente Frente Amplio              |            | Juvenal Silva Díaz       | Localismo cusqueño                          | Nuevo            | Nuevo            |      |
|             | IND         | Lista - Lista Independiente Movimiento Inka Pachakuteq |            | Raúl Salizar Saico       | Localismo cusqueño                          | Nuevo            | Nuevo            |      |
|             | IND         | Lista - Lista Independiente Mi Cusco                   |            | Alcides Vargas Echegaray | Localismo cusqueño                          | Nuevo            | Nuevo            |      |
|             | IND         | Lista - Lista Independiente Proyecto Ingeniería        |            | John Vega Vásquez        | Localismo cusqueño                          | Nuevo            | Nuevo            |      |
|             | IND         | Lista - Lista Independiente Danos la Oportunidad       |            | Edgar Bocángel Letona    | Localismo cusqueño                          | Nuevo            | Nuevo            |      |

## Resultados

### Sumario general
|                        |                                                |              |              |              |           |           |
| Partidos y coaliciones | Partidos y coaliciones                         | Voto popular | Voto popular | Voto popular | Regidores | Regidores |
| Partidos y coaliciones | Partidos y coaliciones                         | Votos        | %            | ±pp          | Total     | +/−       |
|                        | Movimiento Independiente Vamos Vecino (VV)     | 30,737       | 23.48        | Nuevo        | 8         | +8        |
|                        | Lista Independiente Frente Amplio              | 28,465       | 21.75        | n/a          | 2         | +2        |
|                        | Movimiento Independiente Somos Perú (SP)       | 25,543       | 19.51        | Nuevo        | 1         | +1        |
|                        | Lista Independiente Movimiento Inka Pachakuteq | 24,029       | 18.36        | n/a          | 1         | +1        |
|                        | Lista Independiente Mi Cusco                   | 12,870       | 9.83         | n/a          | 1         | +1        |
|                        | Partido Aprista Peruano (APRA)                 | 5,043        | 3.85         | n/a          | 0         | ±0        |
|                        | Lista Independiente Proyecto Ingeniería        | 2,733        | 2.09         | n/a          | 0         | ±0        |
|                        | Lista Independiente Danos la Oportunidad       | 1,470        | 1.12         | n/a          | 0         | ±0        |
|                        |                                                |              |              |              |           |           |
| Total                  | Total                                          | 130,890      |              |              | 13        | –6        |
|                        |                                                |              |              |              |           |           |
| Votos válidos          | Votos válidos                                  | 130,890      | 91.48        | +6.08        |           |           |
| Votos en blanco        | Votos en blanco                                | 4,482        | 3.13         | –2.16        |           |           |
| Votos nulos            | Votos nulos                                    | 7,701        | 5.38         | –3.93        |           |           |
| Votos emitidos         | Votos emitidos                                 | 143,073      | 78.35        | +7.95        |           |           |
| Abstenciones           | Abstenciones                                   | 39,546       | 21.65        | –7.95        |           |           |
| Votantes registrados   | Votantes registrados                           | 182,619      |              |              |           |           |
|                        |                                                |              |              |              |           |           |
| Fuente:                |                                                |              |              |              |           |           |

### Concejo Provincial del Cusco
| Cargo                         | Autoridad electa                 | Partido político | Partido político                               |
| ----------------------------- | -------------------------------- | ---------------- | ---------------------------------------------- |
| Alcalde Provincial del Cusco  | Carlos Valencia Miranda          |                  | Movimiento Independiente Vamos Vecino          |
| Regidor Provincial del Cusco  | Hernán Infantas Gibaja           |                  | Movimiento Independiente Vamos Vecino          |
| Regidora Provincial del Cusco | Beatriz Rothgiesser de Ruiz Caro |                  | Movimiento Independiente Vamos Vecino          |
| Regidor Provincial del Cusco  | Óscar Vargas Pacheco             |                  | Movimiento Independiente Vamos Vecino          |
| Regidor Provincial del Cusco  | Carlos Malpartida Mendoza        |                  | Movimiento Independiente Vamos Vecino          |
| Regidor Provincial del Cusco  | Juan Gil Mora                    |                  | Movimiento Independiente Vamos Vecino          |
| Regidora Provincial del Cusco | Sandra Rojas Salas               |                  | Movimiento Independiente Vamos Vecino          |
| Regidora Provincial del Cusco | Elena Montesinos Murillo         |                  | Movimiento Independiente Vamos Vecino          |
| Regidor Provincial del Cusco  | Jesús Castro Camacho             |                  | Movimiento Independiente Vamos Vecino          |
| Regidor Provincial del Cusco  | Fidel Peña Ruiz                  |                  | Lista Independiente Frente Amplio              |
| Regidor Provincial del Cusco  | Hernán del Castillo Gibaja       |                  | Lista Independiente Frente Amplio              |
| Regidora Provincial del Cusco | Inés Ocampo Miranda              |                  | Movimiento Independiente Somos Perú            |
| Regidora Provincial del Cusco | Rosa Tejada Zúñiga               |                  | Lista Independiente Movimiento Inka Pachakuteq |
| Regidor Provincial del Cusco  | Calixto Coanqui Quispe           |                  | Lista Independiente Mi Cusco                   |

## Elecciones municipales distritales

### Resultados por distrito
La siguiente tabla enumera el control de los distritos de la provincia del Cusco. El cambio de mando de una organización política se resalta del color de ese partido.
| Distrito      | Alcalde(sa) titular              | Partido político | Partido político          | Alcalde(sa) electo(a)            | Partido político | Partido político           |
| ------------- | -------------------------------- | ---------------- | ------------------------- | -------------------------------- | ---------------- | -------------------------- |
| Ccorca        | Julián Sotomayor Ochoa           |                  | Lista Independiente N° 27 | Julián Sotomayor Ochoa           |                  | Vamos Vecino               |
| Poroy         | Rosa Sánchez Palomino de Sánchez |                  | Lista Independiente N° 25 | Rosa Sánchez Palomino de Sánchez |                  | Movimiento Inka Pachakuteq |
| San Jerónimo  | Calixto Coanqui Quispe           |                  | Lista Independiente N° 3  | Policarpo Ccorimanya Zúñiga      |                  | Somos Perú                 |
| San Sebastián | Lucila Tito Miranda de Acurio    |                  | Lista Independiente N° 3  | César Palomino Quispe            |                  | Vamos Vecino               |
| Santiago      | Víctor del Castillo Alarcón      |                  | Lista Independiente N° 17 | Víctor del Castillo Alarcón      |                  | Frente Amplio              |
| Saylla        | Silvestre Chihuantito Kcana      |                  | Lista Independiente N° 7  | Vidal Victorio Vásquez           |                  | Vamos Vecino               |
| Wánchaq       | Óscar Valiente Castillo          |                  | Lista Independiente N° 23 | Zulema Arriola Farfán            |                  | Siempre Wánchaq            |